# Nendagung
Nendagung is een bestuurslaag in het regentschap Pagar Alam van de provincie Zuid-Sumatra, Indonesië. Nendagung telt 8419 inwoners (volkstelling 2010).